# پرستونسبورگ (کنتاکی)
پرستونسبورگ (به انگلیسی: Prestonsburg) شهری در ایالت کنتاکی کشور ایالات متحده آمریکا است که جمعیت آن در سرشماری سال ۲۰۱۰ میلادی، ۳٬۲۵۵ نفر بوده‌است.